# Киянівка
Кияні́вка — село в Україні, у Барській міській громаді Жмеринського району Вінницької області.

## Географія
У селі бере початок річка Безіменна, ліва притока Примощанки.
По назві села названо зупинку Киянівка приміських дизель-поїздів сполученням Жмеринка—Могилів-Подільський.

## Історія
Про історію села, як воно зародилось, звідки походить його назва, про перших його мешканців можна знайти зовсім трішки у Михайла Грушевського «Барське староство». Решта відомостей про село походять з усних переказів. У порівнянні з сусідніми селами Киянівка дуже молода, приблизно 280—300 років.
Там, де зараз тече річка Мурафа, від певних природних катаклізмів село пішло під землю, і зараз там болото, мочарі. Люди, які вціліли поселилися вище цього місця, так утворився хутір. Так, як колись хтось володів цими селами і хуторами, так і нашим селом володів ад'ютант (якогось пана) Кейн, так і хутір назвали Кейнівка. Згодом село стало називатися Киянівкою (хоча немісцеві люди цікавляться, чи то не від слова «кияни»). У селі була церква, каплиця. Ще досі стоять два хрести тодішніх поховань, датованих 1823 роком (це найстаріший запис, який зберігся).
Під час війни з поляками в 1919 році згоріло і все село. Нову церкву побудували в 1923 році, тоді і відродилося село, але у 1965 році церкву розібрали за наказом тодішньої Комуністичної влади. У 1994 році почали будувати нову церкву за кошти місцевих жителів. І зараз у нас стоїть міцний, добротний храм.
Є у селі дуже визначне місце районного значення — свята криничка.
У 1966—1967 роках побудовані нові приміщення: школи, у якому зараз знаходяться початкова школа і дитячий садок, а також нове приміщення магазину. Неподалік від центру села розташований будинок культури, у якому проводяться різні концерти з нагоди великих свят. Недалеко від школи та клубу стоїть пам'ятник воїнам-односельчанам, які загинули в роки Великої Вітчизняної Війни. Діє також бібліотека.
12 червня 2020 року, відповідно до Розпорядження Кабінету Міністрів України № 707-р «Про визначення адміністративних центрів та затвердження територій територіальних громад Вінницької області», увійшло до складу Барської міської громади.
19 липня 2020 року, в результаті адміністративно-територіальної реформи та ліквідації Барського району, село увійшло до складу Жмеринського району.

## Видатні особи
- Кухарчук Василь Васильович —  доктор технічних наук, професор кафедри комп'ютеризованих електромеханічних систем і комплексів Вінницького національного технічного університету, заслужений працівник освіти України, відмінник освіти, дійсний член Академії метрології України.

## Пам'ятки
У селі є пам'ятки:
- Пам'ятник 67 воїнам-односельчанам, загиблим на фронтах Великої Вітчизняної війни[3], 1968. Пам'ятка розташована біля клубу.